# Honkasaari (ö i Finland, Norra Savolax, Inre Savolax, lat 63,01, long 26,62)
Honkasaari är en ö i Finland. Den ligger i sjön Nilakka och i kommunerna Tervo och Keitele och landskapet Norra Savolax, i den centrala delen av landet, 300 km norr om huvudstaden Helsingfors. Öns area är 94,2 hektar och dess största längd är 2 kilometer i sydöst-nordvästlig riktning.